# 28408 van Baalen
28408 van Baalen è un asteroide della fascia principale. Scoperto nel 1999, presenta un'orbita caratterizzata da un semiasse maggiore pari a 2,7741654 au e da un'eccentricità di 0,0358945, inclinata di 7,97749° rispetto all'eclittica.